# Tancoigné
Tancoigné är en kommun i departementet Maine-et-Loire i regionen Pays de la Loire i nordvästra Frankrike. Kommunen ligger i kantonen Vihiers som tillhör arrondissementet Saumur. År 2018 hade Tancoigné 314 invånare.

## Befolkningsutveckling
Antalet invånare i kommunen Tancoigné
| Referens: INSEE |